# Баликлинська сільська рада
Баликли́нська сільська рада (рос. Балыклинский сельский совет) — муніципальне утворення у складі Федоровського району Башкортостану, Росія. Адміністративний центр — село Баликли.

## Населення
Населення — 815 осіб (2019, 1016 в 2010, 1149 в 2002).

## Склад
До складу поселення входять такі населені пункти:
| Населений пункт     | Населення, осіб (2002) | Населення, осіб (2010) |
| ------------------- | ---------------------- | ---------------------- |
| Атяшево, село       | 317                    | 290                    |
| Баликли, село       | 754                    | 677                    |
| Івановка, присілок  | 18                     | 11                     |
| Петровка, присілок  | 47                     | 32                     |
| Полиновка, присілок | 13                     | 6                      |